# Bästeman
Bästeman är en befattning på mindre fartyg. Han är befälhavarens närmaste underordnade på ett fartyg som inte har en utexaminerad styrman.
De många gotländska småskutorna, som förde trävaror eller kalk, hade vanligen utom skepparen endast en bästeman, en lättmatros, en jungman och en kockpojke.